# Життєва філософія кота Мура
«Життєва філософія кота Мура разом з уривками біографії капельмейстера Йоганнеса Крейслера, випадково знайденими серед аркушів макулатури» (нім. Lebens-Ansichten des Katers Murr nebst fragmentarischer Biographie des Kapellmeisters Johannes Kreisler in zufälligen Makulaturblättern) — сатиричний роман німецького письменника-романтика  Е. Т. А. Гофмана, що вийшов у двох томах в 1819 і 1821 роках. Твір вважають вершиною творчості письменника, адже він об'єднує в собі смішне і трагічне.

## Сюжет

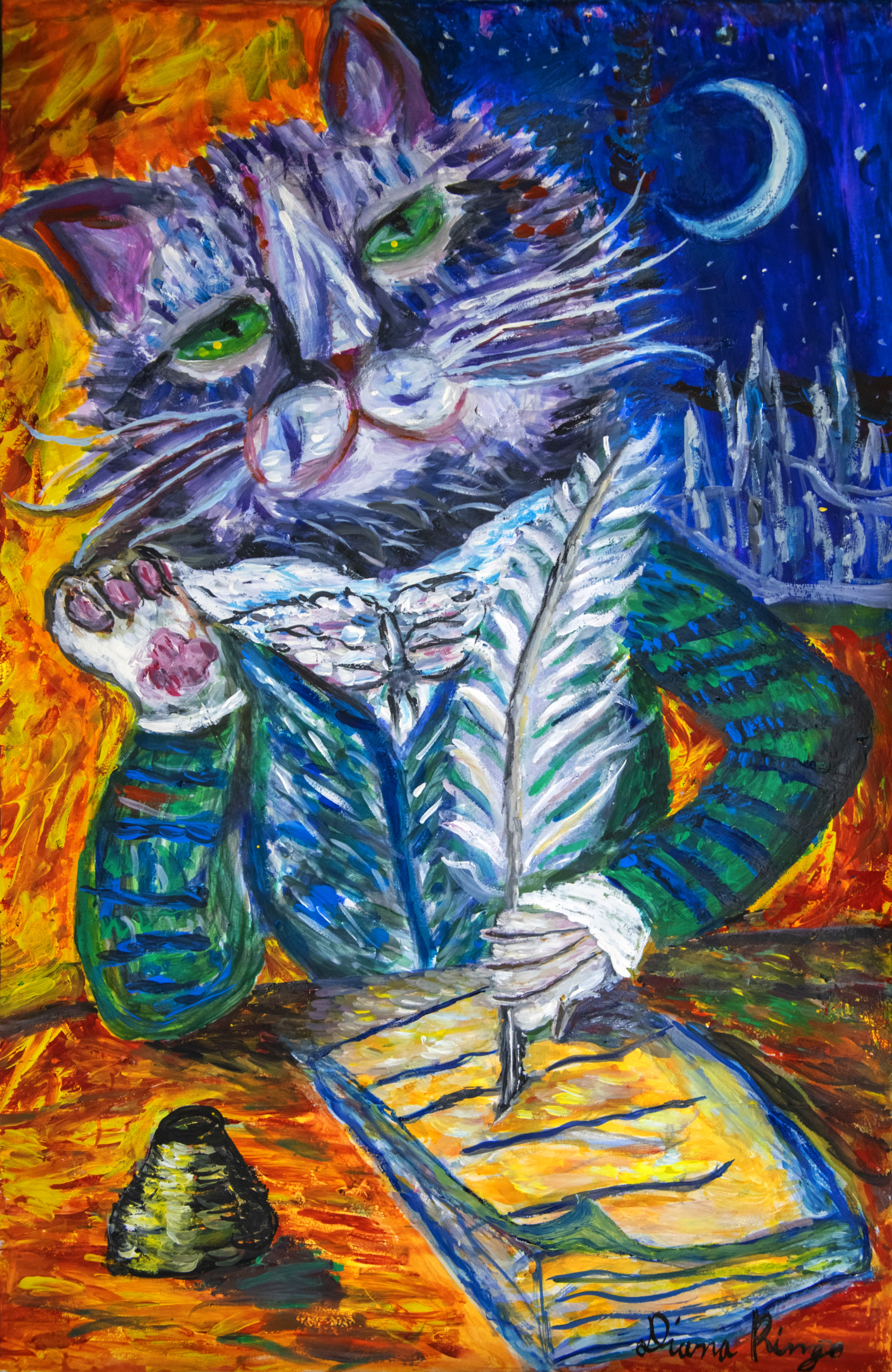
Кіт Мур

### Композиція
Композиція роману у формі художнього прийому проголошує принцип двоплановості, протиставлення двох антитетичних початків, які в своєму розвитку майстерно поєднуються письменником в єдину лінію оповідання, а чисто формальний прийом стає основним ідейно-художнім принципом втілення авторської ідеї, філософського осмислення морально-етичних і соціальних категорій. В цілому композиція роману являє собою дві незалежні одна від одної сюжетні лінії — «автобіографія» кота Мура і історія життя при дворі у карликовому німецькому князівстві капельмейстера Йоганнеса Крейслера. Обидві частини помітно відрізняються стилями, хоча при найближчому розгляді можна знайти події, які є дзеркальним відображенням один одного.
Це філософська казка про зіткнення двох світів: світу обивателів, прагматиків-раціоналістів з коханим гофмановским героєм: неприкаяним художником, бродягою, життєвим невдахою, невиліковним романтиком. Причому світ філістерів-раціоналістів, які зневажають «цих божевільних художників», підсвідомо прагне слідувати їм, що чудово видно на прикладі «Записок» вищезгаданого кота. Так виникає ще одна важлива для Гофмана тема: тема подвійності, тема справжніх і підмінних, помилкових понять. В романі присутній і неповторний гофманівського гумор: іронічно-саркастичний і, одночасно, прозорий і легкий.
Герой роману, Йоганнес Крейслер, уособлює вищу правду. Поруч з ним у романі існує ще художник — Абрагам Лисков — органний майстер, ілюзіоніст, піротехнік, організатор свят.
Крейслер — музикант, а музика, як вважає Гофман — «вищий, самий романтичний вид мистецтва». Особливість Крейслера по відношенню до героїв ранніх творів Гофмана в тому, що він живе не в світі поетичних мрій, а в реальному світі філістерської Німеччини. В пошуках хліба насущного він мандрує від одного князівського двору до іншого, з одного міста в інше. Йому «доводиться карбувати з свого натхнення золото, щоб довше протягнути нитку свого існування».
Композиція книги надає роману об'ємність, багатовимірність, тим паче, що у «макулатурні листи» вписується декілька сюжетних ліній.

### Зміст
Місце дії  роману — карликова держава Зигхартсвейлер, якась уявна країна, що схожа на багато князівств, які дійсно існували в Німеччині. Майстер Абрагам Лисков, фокусник і чудотворець при дворі кишенькового князівства, під час влаштованого їм фантасмагоричного свята рятує від утоплення кошеня. Мур вчиться розуміти мову роду двоногих, осягає грамоту і поглинає обривки знань з старовинних фоліантів зі столу маестро, щоб нарешті вступити в служіння Йоганнесу Крейслеру і увічнити на папері свої спостереження.
Обдарованніший з котів пером і чорнилом викладає свою біографію і погляди на світ. Таким чином,  пропонована книга є сповіддю вченого кота Мура, який є одночасно і автором, і героєм. Однак, при підготовці книги до друку стався конфуз: коли до видавця стали надходити коректурні аркуші, то виявилося, що записки кота Мура постійно перебиваються обривками абсолютно стороннього тексту. «…видавець дізнався нарешті ось що: пишучи свою «Життєву філософію», кіт Мур із спокійним серцем подер надруковану вже книжку, яку знайшов у свого господаря; одні аркуші він підкладав під свої, щоб краще було писати, іншими промокав чорнило. Ті аркуші лишилися в рукописі й через недогляд були надруковані як один твір». Під котячі лапи потрапив життєпис Йоганнеса Крейслера і по недбалості складачів і видавця ці сторінки теж були надруковані. На перший погляд, між двома цими різними біографіями немає нічого спільного. За дивним збігом, багато епізодів біографії Крейслера доповнюють події, викладені котом Муром. Поступово з'ясовується, що в нотатках описується один і той самий період в житті одного і того ж князівства, причому обидві частини роману пов'язані причинно-наслідковими відносинами. Події і психологія нижчого порядку, життя тваринного світу — своєрідна проєкція світу людей.

## Персонажі

### Кіт Мур
Кіт Мур — зразок традиційного використання фігури тварини для сатиричного або пародійного окреслення певного людського складу. Кіт — найповторюваніший варіант такого використання ( Ш. Перро «Кіт у чоботях»). Однак у зображенні Мура сатиричний елемент передбачає не осміяння особистості, переданої за допомогою цього образу, скільки висновок про те, як вона адаптується в дійсному житті. Мур являє собою тип людини, досить широко поширений в перші десятиліття XIX ст., що засвоїла характерний для того часу романтичний настрій, поняття про ідеали та духовні цінності. Категорія «тварин» (людей), до якої він належить, впевнена в своїй перевазі перед масою, що має відсталі погляди і відсталу мораль. Однодумці Мура (котяче-собаче товариство) зневажають забобони і демонструють норми вільної поведінки — «філістерам зло», що не заважає їм в боротьбі за існування користуватися засобами, давно відпрацьованими. На тлі свого оточення Мур  виглядає видатною індивідуальністю. По-перше, він значно освіченіший, ніж інші. По-друге, його розум схильний до філософії. Його відрізняє багата уява та здібності до літературної творчості.
Все це дозволяє Муру самому розглядати себе як натуру неабияку. Розвинена самосвідомість переходить у нього в культ власного «я». Він переконаний, що все це заслуговує загального поклоніння. Інша особистість важлива для нього лише остільки, оскільки з нею можна говорити про «найвищий» предмет, «а саме про нього самого і про його творіння».  Мур  поглинений беззаперечним індивідуалізмом, який керує всіма його вчинками і дозволяє дивитися на все зверхньо. З цієї точки зору для Кота стає вже не так важливий і ідеал, який він сповідує, оскільки ідеал заважає задовольняти всі потреби. Всьому, що він робить, Мур знаходить виправдання (з'їдаючи оселедцеву голову, приготовлену для своєї голодуючої матері, заспокоює совість висновком: «О, апетит, тобі ім'я — Кіт!»). Таким чином, прихильність піднесеному і незвичайному змінюється у нього принципом «глибокої прихильності» до самого себе.

### Йоганнес Крейслер
Йоганнес Крейслер — головний герой роману, геніальний музикант. Гофман надав цьому образу авторські риси і свій погляд на мистецтво і світ. Крейслер був капельмейстером в столиці одного з герцогств, де побачив «банальне загравання зі святим мистецтвом… дурість бездушних шарлатанів, недоумкуватих дилетантів», відчув «нікчемність свого існування», і тому пережив глибоке розчарування. Запрошений у князівство Зигхартсвейлер, він потрапляє до двору дурного і чванливого Іринея, де стає очевидцем ще більшого падіння норовів, всевладдя, користі і егоїзму. У цьому середовищі Крейслер тримається абсолютно незалежно, не визнаючи безглуздих умовностей, на яких ґрунтуються відносини оточуючих, і збиваючи всіх з пантелику своєю іронічною манерою. Крейслер навіть витримує погляд князя, блискучий, як погляд Фрідріха Великого, за що князь ненавидить музиканта. Герой іронізує та викриває своє оточення. Йому властиве не тільки романтичне «томління», але і здатність до активної дії: зі шпагою в руці він захищає власну гідність і честь прекрасної, поетичної Юлії. Часом Крейслер відчуває невдоволення самим собою і в таких випадках вживає іронію проти самого себе. Найбільше він страждає від неможливості що-небудь змінити в житті, в намірах радниці Бенцон — хитрої фаворитки князя, що зосередила у своїх руках усю владу при дворі. В результаті інтриг принцесу Гедвигу чекає шлюб з принцом Гектором, на совісті якого не один злочин. А Юлію, яку не без взаємності любить Крейслер, в цілях оздоровлення династії" готують в дружини «засудженому на вічне дитинство» синові Іринея. Страждаючи, Крейслер відчуває, як починає втрачати ясність розуму. Він біжить в монастир, але й там не знаходить притулку: все ж художник повинен жити земним життям, яка є вищою формою життя людського.

### Видавець  Е. Т. А. Гофман
Видавець  Е. Т. А. Гофман знайомий з Мурром і, можливо, і з Абрагамом і Крейслером. Він знає про Крейслера більше за його біографа. Він доповнює інформацію, яка викладається у біографії капельмейстера, виконує обов'язки редактора (дає заголовок книги, відзначає помилки, пише передмову і післямову), наближений до автора, але не тотожний йому і «проявляє свою підпорядкованість випадковості: кінцеві результати роботи виявляються і для нього відмінними від передбачуваних. Композиційна функція «видавця Е. Т. А. Гофмана» полягає в оформленні цієї «випадковості», що грає в книзі найважливішу структуроутворюючу роль. Видавець, повідомляючи «останні» відомості про Крейслера, здійснює рух до минулого —  до юності і дитинства майбутнього капельмейстера. Він замикає коло романа і коло буття, повідомляючи про смерть Мура і народження Крейслера. І тільки так може бути «завершена» фрагментарна книга Гофмана, яка повною мірою відображає романтичне розуміння світу як «вічного загадкового непорозуміння».

## Форма
Майже всі твори Гофмана існують на протилежності між художньою суб'єктивністю та  об'єктивною реальністю. З одного боку геніальний, а з іншого-демонічний внутрішній світ творчої людини, приводить героїв знову і знову до страждання, і закінчується у біді, руйнуванні та божевіллі. Саме так співвідносить він  свою творчу уяву про новаторські якості. Все це відобразилося і у формі цього роману. Роман "Життєва філософія кота Мура" являє собою два тексти, які  розвиваються паралельно і, як би випадково перебивають один одного. Вони належать автору-коту і автору-біографу капельмейстера Крейслера; видавець ж виявився абсолютно мимовільним винуватцем уявного безладу в чергуванні  деяких епізодів, що перетинаються в різнорідних потоках подій. Він що дозволив собі втрутитися в текст лише кількома короткими примітками, подібними епіграфу роману. Гофман побудував роман у  «манері Калло», застосовуючи засіб відсторонення, надаючи можливість розглядати світ людей то очима кота, то пуделя Понто, то автора-оповідача, «біографа капельмейстера Крейслера», то, нарешті, очима «видавця» своєрідної книги, нібито наданої йому його приятелем, якого можна назвати в повному сенсі цього слова нерозлучним, і кожен з нас, — повідомляє в своїй «Передмові» видавець, — знає свого друга буквально як себе самого». Тобто Гофман, будучи втіленням всіх цих осіб відразу, сам претендує тільки на виконання ролі «видавця» книги, віддаленого від створеного тексту максимально далеко.  З усіх цих авторів кіт Мурр частіше, ніж будь-який інший, звертається до Канту, щоб оцінити власну поведінку на тлі вчинків оточуючих його осіб, що робить його набагато більшим прихильником цього філософа, ніж автор-оповідач і тим більше автор-видавець. Два останніх автора куди стриманіші. «Кіт Мур» – синтетичний роман, де поєднуються елементи сатири, фантастики, філософських узагальнень; він будується на диссонансах, на переходах від іронії до тонкого ліризму, від нещадних викриттів до героїчної патетики.

### Іронія
Складність роману «Кіт Мурр» полягає у поділі двох біографій, яка «розмивається» в ідейному звучанні всього твору. Провідну роль в поєднанні цих двох, здавалося б, абсолютно різних пластів виконує романтична іронія, спрямована на все, в тому числі і на самого романтика. Не руйнуючи прекрасного, іронія дає можливість побачити кожне явище з кількох точок зору, з позиції ентузіаста і обивателя. Для Крейслера неможливо набуття щастя в реальному Зигхартсвейлере, але для нього немає місця і в казковому світі. Сатиричне заперечення будується в романі не на протиставленні реальності і фантазії, як у багатьох інших творах письменника, а на тонкому аналізі рушійних сил у душах «музикантів», з одного боку, і обивателів, з іншого.

### Сатира
Гофману вдалося створити  в образі кота Мура гостре сатиричне узагальнення, яке розкриває суть німецького філістера.
Іронія роману отримує всеосяжне значення, вона проникає в усі лінії оповіді, визначає характеристику більшості персонажів роману, виступає в органічному поєднанні різних своїх функцій — і художнього прийому та засобу гострої сатири, спрямованої на різні явища суспільного життя.
Весь котячо-собачий світ у романі — сатирична пародія на станове суспільство німецької держави: на «освічене» філістерське бюргерство, на студентські союзи — буршеншафти, на поліцію (дворовий пес Ахіллес), на чиновне дворянство (шпіци), на вищу аристократію (пудель Скарамуш, салон левретки Бадіни).
В Мурі зосереджена квінтесенція філістерства. Він вважає себе видатною особистістю, вченим, поетом, філософом, а тому літопис свого життя він веде «задля повчання котячої молоді, що подає надії». Але в дійсності Мур являє собою зразок того «гармонійного паскудника», який був так ненависний романтикам. Весь його світогляд обмежується горищем і дахом. «Я залишив прекрасну природу», — бундючно зауважує він, вирушаючи з даху на горище. Врешті-решт всі високопарні слова Мура, його піднесені роздуми на абстрактні морально-етичні теми зводяться до суджень про м'яку підстилку, на якій можна довго і добре спати, і головне, про ситну та смачну їжу.

### Пародія
Роман —  це і своєрідна пародія на повальне загальне захоплення романтизмом, коли він стає модою або, швидше, позою, за якою ховається вульгарність і духовна убогість. Можна сказати, що у Гофмана поряд з романтичним героєм з'являється і свого роду романтичний «антигерой». Тим значніше на цьому тлі вимальовується образ програмного героя — Йоганнеса Крейслера. Саме Крейслер в цьому світі уособлює совість і вищу правду. Композиція нотаток кота Мурра пародює традиційний виховний роман європейської літератури 18 сторіччя.